# Kathy Garver
Kathleen Marie Garver, detta Kathy (Long Beach, 13 dicembre 1945), è un'attrice statunitense.
È ricordata per aver interpretato la nipote adolescente Catherine "Cissy" Davis della sit-com Tre nipoti e un maggiordomo, andato in onda per cinque stagioni dal 1966 al 1971, per un totale di 138 puntate.

## Riconoscimenti
- Young Hollywood Hall of Fame (1960's)

## Filmografia parziale

### Cinema
- La morte corre sul fiume (The Night of the Hunter), regia di Charles Laughton (1955)
- Il giglio nero (The Bad Seed), regia di Mervyn LeRoy (1956)
- I dieci comandamenti (The Ten Commandments), regia di Cecil B. DeMille (1956)
- Quando la bestia urla (Monkey on My Back), regia di André De Toth (1957)
- Baciami, stupido (Kiss Me, Stupid), regia di Billy Wilder (1964)

### Televisione
- Telephone Time – serie TV, episodio 2x18 (1957)
- Panico (Panic!) – serie TV, episodio 1x15 (1957)
- The Travels of Jaimie McPheeters – serie TV, episodio 1x14 (1963)
- Branded – serie TV, episodio 1x04 (1965)
- Ben Casey – serie TV, episodio 5x16 (1966)
- Tre nipoti e un maggiordomo (Family Affair) – serie TV, 138 episodi (1966-1971)
- La grande vallata (The Big Valley) – episodio 4x19 (1969)
- Adam-12 – serie TV, episodio 4x13 (1971)